# Johann Werndl
Johann „Hans“ Werndl (* 4. Juni 1887 in Rappottenstein; † 4. November 1938) war ein österreichischer Politiker (SDAP) und Hauptschullehrer. Werndl war von 1927 bis 1934 Abgeordneter zum Landtag von Niederösterreich.

## Leben
Werndl besuchte die Übungs- und Bürgerschule und absolvierte in der Folge die Lehrerbildungsanstalt Salzburg. Er trat in den Dienst des niederösterreichischen Schuldienstes, arbeitete als Hauptschullehrer und wohnte in Liesing. Zudem war er Redakteur der Zeitschrift Die Gemeinde sowie Autor. Er verfasste ein Neues Disziplinarrecht.

## Politik
Werndl war Bezirksparteiobmann der Sozialdemokratischen Arbeiterpartei Österreichs. Werndl wirkte ab 1919 als Bürgermeister in Atzgersdorf und vertrat die SDAP zwischen dem 20. Mai 1927 und dem 16. Februar 1934 im Niederösterreichischen Landtag. Werndl verlor sein Landtagsmandat im Zuge des Verbots der SDAP nach dem Ausbruch der Februarkämpfe.

## Auszeichnungen
- Hans-Werndl-Hof in Wien-Atzgersdorf